# Volodímir Malaniuk
Volodímir (Vladímir) Pàvlovitx Malaniuk (en ucraïnès: Володимир Павлович Маланюк; Arkhànguelsk, RSS de Rússia, Unió Soviètica, 21 de juliol de 1957 - Kíev, 2 de juliol de 2017) fou un jugador d'escacs ucraïnès, que va jugar sota bandera soviètica, i que obtingué el títol de Gran Mestre el 1987.
A la llista d'Elo de la FIDE del setembre de 2015, hi tenia un Elo de 2484 punts, cosa que en feia el jugador número 58 (en actiu) d'Ucraïna. El seu màxim Elo va ser de 2635 punts, a la llista de juliol de 1993 (posició 18 al rànquing mundial).
|  |

## Resultats destacats en competició
Considerat per molts com una de les persones més pintoresques del circuit d'escacs, tenia un talent extraordinari pels escacs ràpids, com va demostrar en diversos dels més prestigiosos torneigs de ràpides. Si bé és rar que els jugadors de certa edat puguin assolir aquest tipus d'èxit davant més joves talents, no és un fet completament desconegut. Iuri Balaixov fou un altre jugador madur que gaudí d'èxit en aquests esdeveniments; és probable que els escacs ràpids jugats amb qualitat es basin tant en la intuïció com el càlcul i la resistència, donant al professional experimentat bones oportunitats en contra de les ments més joves, més àgils, però amb menys coneixements.

### Escacs ràpids
El 2005, fou segon al Memorial Keres de ràpides, a Tallinn, rere Aleksei Xírov però per davant de primeres espases com ara Anatoli Kàrpov i Borís Guélfand. El mateix any, obtingué la medalla d'argent al Campionat d'Europa de ràpides, rere el fort GM hongarès Zoltan Gyimesi. El 2006 guanyà en solitari l'obert de ràpides d'Ajaccio, per davant d'un gran grup de forts GMs com ara Kassimdjanov, Milov, Baréiev, Motylev, Bologan, Almasi, Smirin, Sokolov, Naiditsch, Sasikiran i Van Wely.

### Escacs a temps estàndard
Malaniuk també va mostrar la seva força jugant a ritme estàndard, guanyant molts torneigs nacionals i internacionals, com ara Minsk 1985, Kostromà 1985 (semifinal del Campionat soviètic), Lviv 1986 i Frunze 1987 mentre lluitava per assolir el títol de GM (que va obtenir el 1987). D'altres victòries posteriors són Budapest 1989 (per davant d'Anatoli Vaisser), Forlì 1990 i 1992, Porto San Giorgio 1994, Minsk 1997 Krasnodar 2001, Arkhànguelsk 2002, Krasnodar 2002, Koszalin 2002, Kolobrzeg 2003, Kraków 2003 i Mielno 2006. També va fer d'altres actuacions notables, malgrat que no guanyés, a Bakú 1983, Tallinn 1987, Lvov 1988, Świdnica 2001 i Kraków 2004. El 2010 empatà als llocs 3r–6è amb Magesh Chandran Panchanathan, David Smerdon i Saptarshi Roy Chowdhury a la Doeberl Cup a Canberra.
Fou un participant habitual en els Campionats de l'URSS entre 1983 i 1991; la seva millor posició final l'obtingué el 1986, quan empatà empatà als llocs 2n-6è rere Vitali Tseixkovski, a Kíev. Ha guanyat el Campionat d'Ucraïna en tres ocasions, els anys 1980, 1981 i 1986. En competicions per equips, va representar Ucraïna a la XXXI Olimpíada, Moscou 1994, la XXXII Olimpíada, Erevan 1996, i la XXXIII Olimpíada, Elista 1998, guanyant dues medalles per equips, d'argent el 1996 i de bronze el 1998.
Malaniuk és reconegut per les seves importants col·laboracions a la teoria d'obertures. Conjuntament amb Serguei Dolmàtov, Mikhaïl Gurévitx i Ievgueni Baréiev, la seva adhesió a tot preu a la variant Leningrad de la defensa holandesa (descrita com un híbrid de l'holandesa i l'índia de rei) sistema al qual hi va aportar una nova interpretació dinàmica els 1980, cosa que va conduir a un gran ressorgiment de l'interès en aquesta línia, que té el seu principal atractiu en el fet que ofereix a les negres l'oportunitat de desequilibrar la posició i lluitar pel punt sencer. El sistema ha esdevingut una opció popular per als jugadors en tots els nivells, després de la publicació de diversos llibres i guies teòriques.
A un nivell menor, ell i en Vladímir Akopian foren coneguts pels seus intents de fer reviure la variant Spielmann (4.Db3) de la defensa nimzoíndia, tot i que sense massa èxit.
El 2001, l'escaquista i periodista d'escacs rus Ievgueni Atarov va informar que Malaniuk estava greument malalt i estava passant per una sèrie d'operacions quirúrgiques, el finançament de les quals s'havia convertit en un motiu de preocupació.

## Partida notable
Polugaevsky-Malaniuk, USSR Ch. 1983, Leningrad Holandesa, 0-1 Les negres es llencen a un atac al flanc de rei alhora que neutralitzen acuradament les amenaces blanques al centre.